# Saison 2020-2021 de snooker
Navigation
2019-2020 2021-2022
La saison 2020-2021 de snooker est la 53e saison de snooker. C'est une série de 23 tournois professionnels organisés par la WPBSA entre le 21 septembre 2020 et le 15 août 2021.

## Conséquences de la pandémie de coronavirus
- Pendant cette saison, la ville de Milton Keynes a accueilli quinze tournois[1].
- L'Open du pays de Galles s'est tenu au Celtic Manor Resort[2].
- Aucun tournoi ne sera organisé en Chine cette saison, en raison de la fermeture des frontières du pays. Pour remplacer ces tournois, la WPBSA a créé un nouveau tournoi, les Séries professionnelles. Il se déroulera de janvier à mars 2021[3].

## Calendrier
| C = Tournoi classé (professionnel)             |
| NC = Tournoi non-classé (professionnel)        |
| TMS = Tournée mondiale seniors (professionnel) |

| Dates (mois-jour) | Dates (mois-jour) | Tournoi                      | Lieu          | Site                | Cat. | Vainqueur      | Finaliste         | Score   | Référence |
| 09-21             | 09-27             | Masters d'Europe             | Milton Keynes | Marshall Arena      | C    | Mark Selby     | Martin Gould      | 9-8     | [ 4 ]     |
| 10-12             | 10-18             | Open d'Angleterre            | Milton Keynes | Marshall Arena      | C    | Judd Trump     | Neil Robertson    | 9-8     | [ 5 ]     |
| 09-13             | 10-27             | Championnat de la ligue      | Milton Keynes | Marshall Arena      | C    | Kyren Wilson   | Judd Trump        | 3-1     | [ 6 ]     |
| 11-02             | 11-08             | Champion des champions       | Milton Keynes | Marshall Arena      | NC   | Mark Allen     | Neil Robertson    | 10-6    | [ 7 ]     |
| 11-16             | 11-22             | Open d'Irlande du Nord       | Milton Keynes | Marshall Arena      | C    | Judd Trump     | Ronnie O'Sullivan | 9-7     | [ 8 ]     |
| 11-24             | 12-06             | Championnat du Royaume-Uni   | Milton Keynes | Marshall Arena      | C    | Neil Robertson | Judd Trump        | 10-9    | [ 9 ]     |
| 12-07             | 12-13             | Open d'Écosse                | Milton Keynes | Marshall Arena      | C    | Mark Selby     | Ronnie O'Sullivan | 9-3     | [ 10 ]    |
| 12-14             | 12-20             | Grand Prix mondial           | Milton Keynes | Marshall Arena      | C    | Judd Trump     | Jack Lisowski     | 10-7    | [ 11 ]    |
| 01-10             | 01-17             | Masters                      | Milton Keynes | Marshall Arena      | NC   | Yan Bingtao    | John Higgins      | 10-8    | [ 12 ]    |
| 01-27             | 01-31             | Masters d'Allemagne          | Milton Keynes | Marshall Arena      | C    | Judd Trump     | Jack Lisowski     | 9-2     | [ 13 ]    |
| 02-04             | 02-07             | Snooker Shoot-Out            | Milton Keynes | Marshall Arena      | C    | Ryan Day       | Mark Selby        | 1-0     | [ 14 ]    |
| 02-15             | 02-21             | Open du pays de Galles       | Newport       | Celtic Manor Resort | C    | Jordan Brown   | Ronnie O'Sullivan | 9-8     | [ 15 ]    |
| 02-22             | 02-28             | Championnat des joueurs      | Milton Keynes | Marshall Arena      | C    | John Higgins   | Ronnie O'Sullivan | 10-3    | [ 16 ]    |
| 03-01             | 03-07             | Open de Gibraltar            | Milton Keynes | Marshall Arena      | C    | Judd Trump     | Jack Lisowski     | 4-0     | [ 17 ]    |
| 01-18             | 03-21             | Séries professionnelles      | Milton Keynes | Marshall Arena      | C    | Mark Williams  | Ali Carter        | [ N 1 ] | [ 18 ]    |
| 03-22             | 03-28             | Championnat du circuit       | Newport       | Celtic Manor Resort | C    | Neil Robertson | Ronnie O'Sullivan | 10-4    | [ 19 ]    |
| 01-04             | 04-01             | Championnat de la ligue      | Milton Keynes | Marshall Arena      | NC   | Kyren Wilson   | Mark Williams     | 3-2     | [ 20 ]    |
| 04-17             | 05-03             | Championnat du monde         | Sheffield     | Crucible Theatre    | C    | Mark Selby     | Shaun Murphy      | 18-15   | [ 21 ]    |
| 05-06             | 05-09             | Championnat du monde seniors | Sheffield     | Crucible Theatre    | TMS  | David Lilley   | Jimmy White       | 5-3     | [ 22 ]    |

## Classement mondialen début et fin de saison

### Après lechampionnat du monde 2020
| Rang | Évol.         | Joueur            | Points    |
| 1    | 1             | Judd Trump        | 1 648 500 |
| 2    | 1             | Ronnie O'Sullivan | 1 101 000 |
| 3    | 1             | Neil Robertson    | 965 000   |
| 4    | 2             | Mark Selby        | 722 000   |
| 5    | 2             | Mark Allen        | 659 500   |
| 6    | 2             | Kyren Wilson      | 621 500   |
| 7    | 2             | John Higgins      | 534 500   |
| 8    | 6             | Shaun Murphy      | 481 000   |
| 9    | 7             | Stephen Maguire   | 478 500   |
| 10   | 7             | Mark Williams     | 447 750   |
| 11   | 1             | David Gilbert     | 401 000   |
| 12   | 3             | Ding Junhui       | 399 750   |
| 13   | en stagnation | Stuart Bingham    | 385 500   |
| 14   | 2             | Jack Lisowski     | 333 250   |
| 15   | 6             | Yan Bingtao       | 328 500   |
| 16   | 3             | Joe Perry         | 276 500   |

### Après lechampionnat du monde 2021
| Rang | Évol.         | Joueur            | Points    |
| 1    | en stagnation | Judd Trump        | 1 370 000 |
| 2    | 2             | Mark Selby        | 1 246 000 |
| 3    | 1             | Ronnie O'Sullivan | 861 000   |
| 4    | 1             | Neil Robertson    | 785 500   |
| 5    | 3             | Shaun Murphy      | 643 500   |
| 6    | en stagnation | Kyren Wilson      | 611 000   |
| 7    | en stagnation | John Higgins      | 418 000   |
| 8    | 4             | Ding Junhui       | 356 750   |
| 9    | en stagnation | Stephen Maguire   | 347 000   |
| 10   | 5             | Yan Bingtao       | 314 000   |
| 11   | 1             | Mark Williams     | 306 250   |
| 12   | 7             | Mark Allen        | 302 000   |
| 13   | 4             | Barry Hawkins     | 292 750   |
| 14   | en stagnation | Jack Lisowski     | 281 250   |
| 15   | 2             | Stuart Bingham    | 281 000   |
| 16   | 6             | Anthony McGill    | 257 000   |